# 吉林动画学院
吉林动画学院，简称吉动、吉林动画，是位于吉林长春的一所民办艺术类本科高等院校，原为吉林艺术学院动画学院（独立学院），由吉林省教育实业集团股份有限公司投资。学院以动画、动漫和游戏为核心内容，设有长春校区和双阳校区。

## 学校概况
- 2000年，创建吉林艺术学院动画学院。
- 2008年，升格吉林动画学院。

## 机构设置

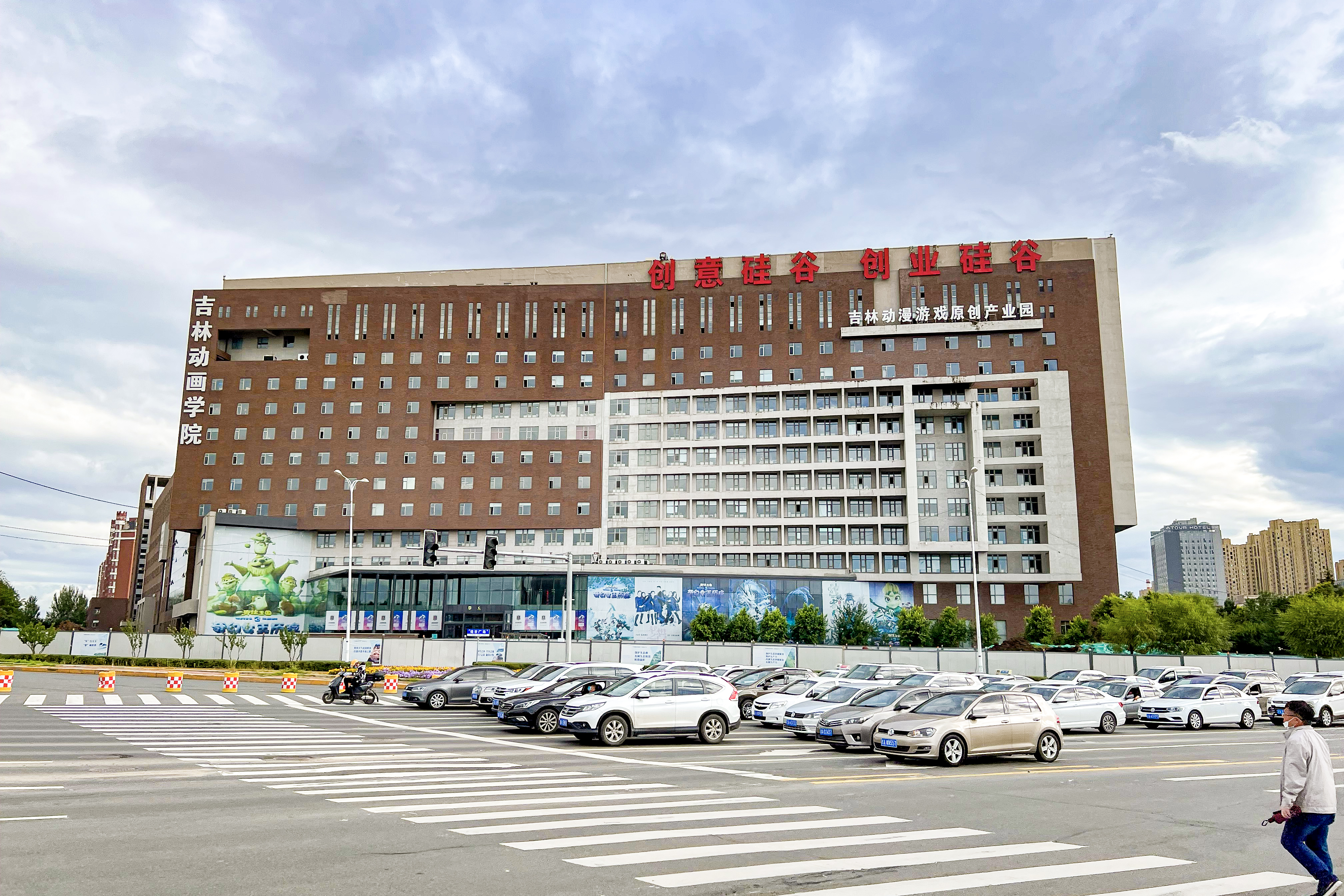
吉林动漫游戏原创产业园

- 动漫分院、游戏分院、设计分院、传媒分院、广告分院、影视戏剧分院、文化产业管理分院
- 国家动画教学研究基地
- 国家动画产业基地（与长影集团、吉林出版集团）
- 国家文化产业示范基地
- 吉林动漫游戏原创产业园